# パワーアップ
コンピュータゲームにおけるパワーアップ（英: Power-up）とは、機能としてプレイヤーキャラクターに一時的な助力や新たな能力を与えるオブジェクトである。手に入れると永続的な効果かそうでない場合があるアイテムとは対照的である。触れて手に入れることが多いが『バブルボブル』のEXTENDバブルのように複数集めるとパワーアップすることもある。よく知られているパワーアップの例として『パックマン』の「パワーエサ」、『スーパーマリオブラザーズ』の「スーパーキノコ」があり、後者はUGO Networksの「コンピュータゲームのパワーアップトップ11」で1位だった。
パワーアップの効果があるアイテムは通常、ゲーム内に設置されて、ランダム出現や敵を倒すと落としたり、容器を開けたり、壊したりして入手する。RPGなど他とのアイテムと違うのは即効性、世界観には必ずしも合うとは限らないデザイン（文字やシンボルのデザインが多い）、特定のジャンルに存在することが挙げられる。パワーアップは迷路ゲーム、ラン&ガン、Shoot 'em up、FPS、プラットフォーム・ゲームなどアクション系作品で多い。

## 歴史と影響
「パワーアップ」や「1UP」は和製英語である。日本語で「xUP」の意味は「これであなたのxが増える」で、広告などで見受けられる。これは『スーパーマリオサンシャイン』の「SHINE GET!」の「x get!」ような場合である。

### 初期の実例
1980年の『パックマン』はパワーアップの機能を実装した最初のコンピュータゲームとして知られる。迷路にはパワーエサが4つあり、一時的にゴーストを食べられるようになり、敵に反撃することができる。パワーアップの効果は、コンピュータゲームで初めて登場したカットシーンの1つで、パックマンとブリンキーの追いかけっこする短いコミカルな様子の形で表現されている。パワーエサは、コンピュータゲームが子供に与える影響に関する論争のジョークとして大衆文化に広まった。
1984年の『Sabre Wulf』では花の形をしたパワーアップが使われ、花が咲くとスピードアップや無敵などの効果があった。同年の『ゼビウス』ではプレイヤーの戦闘機を隠しコマンドで無敵にする設定が「不死身」と言われ、言葉が子供にも広まったが、ゲーム関連メディアはこの無敵コマンドがゲームつまらなくしてしまう、他誌で既出の情報であるとして受け付けなくなったが、『スターフォース』の同じコマンドは紹介される事例もあり、無敵技が裏技の花形の1つになっていった。
1985年の『スーパーマリオブラザーズ』の「スーパーキノコ」は「典型的なパワーアップ」として大衆文化に広まった。元々大きなマリオは存在したが、ボーナス効果として彼を「スーパー」にするためパワーアップが実装された。開発チームは『不思議の国のアリス』のように、魔法のキノコを食べてマリオが多きくなったり小さくなったりするのが面白いと考えた。このゲームでは他に無敵になる「スター」と火の玉を繰り出す「ファイアフラワー」もある。同年の『グラディウス』ではインスタント効果が固定される代わりにパワーアップをプレイヤーの任意で使用するかの選択バーが初めて採用された。
1986年以降のアクションロールプレイングゲームでは永続的なパワーアップの概念が特典の形で登場した。

## 種類
パワーアップ状態を意味する言葉として「無敵」「無双」「不死身」がある。
1978年の『スペースインベーダー』ではシステムの欠陥を突いた「名古屋撃ち」によりプレイヤーが敵の攻撃を受け付けない攻略法があり「セーブティーゾーン」「真空地帯」と表現され、1979年4月『ゲームセンターあらし』第2話では「不死鳥（フェイニックス）」という言葉が使われている。1980年の『スペースファイアバード』ではチラシにボタンを押すと宇宙船1機が「不死身」になると説明され、この言葉が公式にコンピュータゲームで使われた草分けとされる。1981年『ヴァンガード』では筐体の説明に「エネルギーボックスを通過すると、宇宙船がパワーアップして無敵になり、敵に体当たりできます」とあり、パックマンのパワーアップと同様の状態を「無敵」と表現したかなり早い例とみられる。同年の『ドンキーコング』でもチラシに「ハンマーを持てば無敵となります」と説明され、日本のコンピュータゲーム界で「無敵」の言葉が広まっていた。なお、同作ではハンマーを敵に当て損なうとジャンプマンはやられてしまうため、正確には無敵とはいえない。先述のパックマンのスーパーパワーエサを食べると巨大化、スピードアップ、モンスターを通過することが無敵と呼ばれ1982年の『スーパーロコモーティブ』ではチェンジボタンを押すと燃料消費量は増えるが一時的に「スーパーロコモーティブ」に変身して敵に接触して倒していくことが説明書きで「無敵」と表現され、ミスにならないことと敵を倒すことが「無敵」として使われていた。ファミリーコンピュータの登場でゲームの説明書に「無敵」が使われ、子供に広まった。
2001年『真・三國無双2』が大ヒットしたことで「無双」という言葉が「無敵」と同じような意味として使われるようになった。「無敵」「不死身」との違いはそれらがルールに直接関係するキャラの特性や状態であり、「スタートから僅かの間は不死身」のような場合に使われるが無双はそうではなく、そういう技を使っている状態やその状況、作品全体のスタイルのような大きくみたときに使う言葉である。『真・三國無双シリーズ』初期ではプレイヤーが無敵になる特殊攻撃「無双乱舞」があったが「無双モード」は複数あるモードを物語順に進めていていくことで、公式においても意味が一定ではなく、作品を特徴づけるためのキーワードであった。

### 攻撃
新たな武器を得たり、プレイヤーキャラはより攻撃的な姿にさせたり、力を高めたり、一部の敵を無防備にする。画面の全ての敵を1度に倒すNukeはビーキュラーコンバット、ラン&ガン、プラットフォーム・ゲームなどでみられる。効果には時間制限、回数制限があったり、プレイヤーに当たるまでや死亡、ゲームオーバーにまで効果が続く。
- 『ロックマンシリーズ』：武器はボスキャラやイレギュラーを倒すと入手する。武器は電池切れ（パスワードを使用しない限り）、ゲーム終了まで残る。
- 『ドンキーコング』:マリオ（ジャンプマン）がタル、ひのこを破壊できるハンマー。
- 『パックマン』:パワーエサはパックマンが疲労とゴーストを攻撃可能。一時的に不死身にもなる。
- 『スーパーマリオブラザーズ』:スーパーキノコを入手するとレンガを壊すことができ、ファイアフラワーはファイアボールを投げることができ、マリオがダメージを受けると効果がなくなる。
- 『ジャック×ダクスター』:第1作では赤のエコを入手するとジャックの高下力が上がり、黄のエコをとるとエネルギー砲弾を撃てる。ダークエコはダークジャックに変身して強力な攻撃、追加のアンロック能力が得られる。

### 防御
キャラを取り囲むシールドのようなアイテムで構成され、投射物をそらしたりダメージを吸収したりする。無敵の場合は一時的な効果である。
プレイヤーキャラは有害なものを受け付けなくなるか、接触すると敵にダメージを与える。どちらもキャラは落下すると死ぬ穴のような場所には弱いことがよくある。多くの場合、攻撃を受けたりダメージを受けた直後に一時的に無敵となり、連続して何度もダメージを受けたり殺されることはない。効果はキャラなどが点滅、音楽によって合図が示される。
- 『マリオシリーズ』:一時的に無敵になり、接触すると敵を倒す「スター」。
- 『ソニックシリーズ』:数種類の防御力アップのシステムがあり、第1作ではシールドで1回のダメージから守れる。ソニックを球体のバリアで囲ってリングや体力を失うことを防ぐ。バリエーションとしてサンダー、アクア、フレイムなどがある。不死身になったり触れるだけで敵を倒せるアイテムもある。
- 『Blur』:シールドやリペアなど防御力の高いパワーアップにより、車の大破を防ぐ。いくつかのパワーアップはプレイヤーの後方にいる対戦車両を破壊するために発射できる。
- 『クラッシュ・オブ・クラン』:グランドウォーデンのエターナルトームの能力はレベルによって数秒間、一定範囲内の周囲の味方が防衛施設からの攻撃に対して無敵になる。
- 『スプラトゥーン』:アーマーのパワーアップはプレイヤーを一層でコートして敵の攻撃を防げる。ある程度ダメージを受けると体力が回復していく間は短い不死身状態になり、アーマーの層は壊れる。多くの防御力アップと違い、プレイヤーは一度に複数のアーマーの層を持つことができる。

### 回避
プレイヤーが敵の攻撃を避けたり逃げたりするのを助けるアイテム。スピードアップなど時間に影響がある、一時的、永続的、累積的なパワーップや敵を回避できる「不可視化」も含む。
- 『レインボーアイランド』:プレイヤーキャラの動きを早くする「くつ」。
- 『R-TYPE』:集めるたびにスピードがアップするアイテム「S」アイコン。
- 『Unreal Tournament』、『Quake III Arena』:プレイヤーを不可視化するワイヤーフレームや影に変身させる「invisiblity」。「レディエイションスーツ」は特定の武器能力を変化させる。
- 『クライシス コア ファイナルファンタジーVII』:ザックスが敵の攻撃を回避するための2倍速で動ける「ダッシュ」のマテリア。
- 『ジャック×ダクスター』:ジャックをより速く走らせ、より高くジャンプさせる青のエコ。各地にあるピリカーソルの装置を起動させ、扉を開けたり浮遊するプラットフォームを起動させるために使う。このため、青のエコはアクセス能力にも該当する、
- 『ソニック・ザ・ヘッジ・ホッグ』:プレイヤーキャラのスピード、加速度、ジャンプの高さを一時期的に向上させるアイテムがある。

### アクセス
プレイヤーが新エリアに行ったり、アクセスできなかったエリアに入ったり、別のステージにワープするときに使うアイテム。ゲームによって進行に必要だったり任意であったりする。
- 『スーパーマリオブラザーズ3』:プレイヤーがワープゾーンに行ける笛はより先の面に進むことができ、プレイヤーはワールドマップ上で近道することができるハンマー、隠しエリアに行けるしっぽマリオの葉っぱを入手する[14]。
- 『ロックマンシリーズ』:通常の手段では入手できない「ラッシュ」のパワーアップ。ラッシュジェット、ラッシュコイル、ラッシュマリン、ラッシュサーチなどがある。ロックマンXシリーズではカプセルのアップグレードもある。
- 『メトロイドシリーズ』:アイスビームやパワーボムなど様々な武器はサムス・アランに追加の攻撃力だけでなく、色々な扉へアクセルできる永久的なパワーアップ。

### ヒットポイント、ライフ
失われたHP回復アイテム（薬のキット、食べ物、エネルギーが多い）、ライフを増加させるアイテム、1UPで構成される（負けてもプレイを続けるためのチャンスを与えるシステム）。
- マリオシリーズ:スーパーキノコと1UPキノコはマリオにHP、ライフのストックを増やす[4]。
- 『モンスターワールドシリーズ』:フルーツはプレイヤーのエネルギーを回復。
- 『DOOM』:応急措置キットでプレイヤーのライフを一部回復。
- 『ゼルダの伝説シリーズ』:「ハートのうつわ」は恒久的にプレイヤーのライフ量を増やし、「ハートのかけら」は失われたライフを補充する。
- 『ジャック×ダクスター』:緑のエコでジャックのライフを回復する。
- 『クラッシュ・オブ・クラン』:ヒールの呪文は12秒間、すべての味方をパルスのレベルによってライフを回復する。
- 『ソニック・ザ・ヘッジ・ホッグ』:エクストラライフボックスは当初、操作しているキャラのアイコンだったが、後に「1UP」と表示されるようになった。

### 弾薬、残量
ゲームによっては特定のアイテム、能力使用に弾薬や燃料、マジックポイントなどを消費することになる。MPのような単一のリソースもあれば複数のリソースを使う場合もある。最大弾薬量やパワー容量を増やすためのパワーアップもある。
- 『ハーフライフ』:銃の弾薬。
- 『ゼルダの伝説 時のオカリナ』:「魔法のツボ」を取得するとマジックポイントが回復する。
- 『Descent II』:エネルギーのパワーアップはプライマリーウェポンの使用に必要なエネルギーを回復、ヘッドライトやアフターバーナーなど一部装備を使える。
- 『ロックマンシリーズ』:デフォルトの武器に使用回数の制限はないが、他の6つの武器はエネルギーを消費しないと使えない。カプセルを入手すると選択している武器のエネルギーが一部チャージされる。
- 『モンスターレジェンド』:モンスターはレアリティによって一定数のエネルギーポイントがあり、ターンのコストで補充する必要がある（ポイントを使用者やチーム全体に使う技もある）。

### トークン
特定の場所に行くことを促すために多く出現するのが特徴のアイテム。いろいろな累積効果があり、主人公のライフの増やすことが多い。
- 『スーパーマリオブラザーズ:100コインで1UPする。
- 『スーパーマリオブラザーズ2』:チェリーを5個入手するとスターのパワーアップが出現。
- 『ソニック・ザ・ヘッジホッグ』:ゴールドリングを100個取得するとライフが増える。シリーズの多くでは7つのカオスエメラルドを全て手に入れ、50個のリングを集めるとスーパーソニックモードが発動する。スピード増加と不死身の能力を与えるが、時間経過でリングが消費され、使い果たすと効果が終わる。
- 『クラッシュ・バンティクーシリーズ』:リンゴを100個集めると残り人数が1つ増える。
- 『スーパードンキーコング』:100本のバナナを集めると、残り人数が1つ増える。

### トリックパワーアップ
プレイヤーを騙すために設置され、捕まえようとしたりダメージを与えたり、死をもたらすこともある。
- 『スーパーマリオブラザーズ2』:毒キノコ。
- 『PC原人2』:敵を解き放つ、偽のパワーアップコンテナ。
- 『ソニック・ザ・ヘッジホッグ3』、『ソニック&ナックルズ』、『ソニック2&ナックルズ』:ドクター・エッグマンのアイテムモニターはソニックが開けると被害を受ける。
- 『メトロイドフュージョン』:エネルギータンクやミサイルタンクは変装した敵であることもある。

## パワーアップ方法
パワーアップするためにはいろいろな方法がある。
- 多くの場合、特にプラットフォーム・ゲームではパワーアップのコンテナがオブジェクトとして各ステージにある。『悪魔城ドラキュラシリーズ』や『忍者龍剣伝シリーズ』ではロウソクやランタンで、マリオシリーズではハテナブロックである。ソニックシリーズの2Dゲームでは立方体の静的なモニター、3Dゲームではカプセルような箱に入っている。
- ベルトスクロールアクションゲームでは木箱、樽、郵便受けなどのがコンテナとして機能する。
- 『ロックマンシリーズ』などでは敵を倒すとパワーアップアイテムを入手する。
- 『R.C. Pro-Am』のように一部ゲームではパワーアップが隠されている。特定の方法で移動したり『スーパーメトロイド』の特定のブロックを爆破するなど、特定のアクションが必要なことも良くある。
- 『Spy Hunter』のようにステージの特定の場所でオブジェクトを利用することで入手することもある。

### 宝箱
多くのコンピュータゲーム、特にRPGでは宝箱にいろいろなアイテムや通貨、ときにはモンスターが入っている。一部の宝箱にはそのように見えても実はモンスターの偽装で開けようとすると攻撃してくる場合もある。
プレイヤーが店でお金を支払わずにアイテムを入手するための手段で、店では売っていないアイテムが入っていることもある。鍵がかかっていることもあり、それを見つけ出す必要があるときもある。鍵は1度使うと破壊され、他では使えなかったりもする。特定の種類の鍵を持っているとそれに合った鍵を持つ箱を開けることもある。
多くの場合、箱は開けて物を出すと空のままだが、ステージによって違うアイテムが入っている。木箱や瓶と違い、プレイヤーがエリア移動して戻ってくると再出現している。

### 選択バー

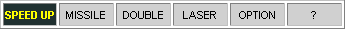
『グラディウス』の選択バー

プレイヤーがパワーアップアイテムを集めるのではなく、どれを使用するか選択できることもある。バーにアクセスするためにはパワーアップアイテムを集めることになり、集まるほど多くの機能が使える。強力なパワーアップを使うにはそれだけの努力がいる。このシステムは1985年の『グラディウス』で初めて登場した。

### 特典
特典（Perks）はパワーアップのバリエーションで、一時的ではなく恒久的なものである。永久的なものは1986年『魔鐘』や『アルゴスの戦士』にもあるが、アクションアドベンチャーゲームとRPGの境界線を曖昧にしていた。この名称を使い、実装した初期のコンピュータゲームには1997年の『Fallout』がある。『コール オブ デューティ4 モダン・ウォーフェア』、『コール オブ デューティ モダン・ウォーフェア』『Killing Floor』などのFPSや『メタルギアオンライン』のようなアクションゲームなど様々な作品で使用されている。